# 피크민 3
피크민 3(Pikmin 3, 일본어: ピクミン3)는 닌텐도가 Wii U 비디오 게임 콘솔용으로 개발하고 배급한 전략 비디오 게임 및 퍼즐 게임이다. 닌텐도 게임큐브의 2001년 게임 피크민과 2004년 게임 피크민 2의 후속작이며 2013년 7월 13일 일본에서, 그 다음 달에는 그 밖의 모든 지역에서 출시되었다. 미야모토 시게루는 2008년 7월 16일 Wii 콘솔용으로 피크민 3를 발표하였고 E3 2011을 기점으로 Wii U로 이식되었다.
피크민 3는 게임플레이, 그래픽스, 레벨 디자인 면에서 평론가들로부터 대체로 긍정적인 평가를 받았다. 닌텐도 스위치용의 개선된 이식판인 피크민 3 디럭스(Pikmin 3 Deluxe)는 2020년 10월 30일 출시되었다. 닌텐도 3DS용 속편인 헤이! 피크민은 2017년 7월 출시되었다.

## 평가
| 평론 점수 평론사 점수 NS Wii U 4Players 85/100 [ 1 ] 85/100 [ 2 ] 디스트럭토이드 9/10 [ 3 ] 9.5/10 [ 4 ] 에지 N/A 8/10 [ 5 ] EGM N/A [ 6 ] 유로게이머 Recommended [ 7 ] 9/10 [ 8 ] 패미츠 N/A 37/40 [ 9 ] [ 10 ] 게임 인포머 9/10 [ 11 ] 9/10 [ 12 ] 게임 레볼루션 4/5 [ 13 ] 4.5/5 [ 14 ] 게임스팟 8/10 [ 15 ] N/A 게임스레이더+ [ 16 ] [ 17 ] 게임즈TM N/A 9/10 [ 18 ] 게임트레일러스 N/A 8.8/10 [ 19 ] 자이언트 밤 N/A [ 20 ] 하드코어 게이머 4.5/5 [ 21 ] 4.5/5 [ 22 ] 하이퍼 N/A 80/100 [ 23 ] IGN 9/10 [ 24 ] 8.8/10 [ 25 ] Jeuxvideo.com 15/20 [ 26 ] N/A Joystiq N/A [ 27 ] 닌텐도 라이프 [ 28 ] [ 29 ] 닌텐도 월드 리포트 8.5/10 [ 30 ] N/A ONM N/A 90% [ 31 ] 폴리곤 N/A 8/10 [ 32 ] 섁뉴스 8/10 [ 33 ] 7/10 [ 34 ] 가디언 N/A [ 35 ] 터치아케이드 4.5/5 [ 36 ] N/A 벤처비트 [ 37 ] N/A VideoGamer.com N/A 9/10 [ 38 ] 통합 점수 메타크리틱 85/100 [ 39 ] 87/100 [ 40 ] |             |        |
| 평론 점수 |             |        |
| 평론사 | 점수        | 점수   |
| 평론사 | NS          | Wii U  |
| 4Players | 85/100      | 85/100 |
| 디스트럭토이드 | 9/10        | 9.5/10 |
| 에지 | N/A         | 8/10   |
| EGM | N/A         | [ 6 ]  |
| 유로게이머 | Recommended | 9/10   |
| 패미츠 | N/A         | 37/40  |
| 게임 인포머 | 9/10        | 9/10   |
| 게임 레볼루션 | 4/5         | 4.5/5  |
| 게임스팟 | 8/10        | N/A    |
| 게임스레이더+ | [ 16 ]      | [ 17 ] |
| 게임즈TM | N/A         | 9/10   |
| 게임트레일러스 | N/A         | 8.8/10 |
| 자이언트 밤 | N/A         | [ 20 ] |
| 하드코어 게이머 | 4.5/5       | 4.5/5  |
| 하이퍼 | N/A         | 80/100 |
| IGN | 9/10        | 8.8/10 |
| Jeuxvideo.com | 15/20       | N/A    |
| Joystiq | N/A         | [ 27 ] |
| 닌텐도 라이프 | [ 28 ]      | [ 29 ] |
| 닌텐도 월드 리포트 | 8.5/10      | N/A    |
| ONM | N/A         | 90%    |
| 폴리곤 | N/A         | 8/10   |
| 섁뉴스 | 8/10        | 7/10   |
| 가디언 | N/A         | [ 35 ] |
| 터치아케이드 | 4.5/5       | N/A    |
| 벤처비트 | [ 37 ]      | N/A    |
| VideoGamer.com | N/A         | 9/10   |
| 통합 점수 |             |        |
| 메타크리틱 | 85/100      | 87/100 |